# Sorbus lushanensis
Sorbus lushanensis — вид рослин з родини трояндових (Rosaceae). Епітет lushanensis позначає типову місцевість, гору Лушань, провінція Цзянсі, Китай.

## Біоморфологічна характеристика
Дерево до 12 метрів заввишки й 14.6 см в діаметрі на рівні грудей, кора від сірого до темно-сірого кольору, в молодому віці гладка, з тріщинами, особливо біля основи стовбура у зрілому віці. Гілочки сірувато-коричневі, мало-запушені в молодому віці, голі або майже голі в зрілому віці, з блідо-коричневими до вохрових сочевичками. Листки прості; прилистники лускоподібні, 1–1.5 мм завдовжки; ніжка (9)13–16(19) мм завдовжки, зеленувато-сіро-запушена; листкові пластинки від еліптичних до  широко яйцюватих, 5.9–9.2 × (3)4–5.6 см, основа від клиноподібної до майже серцеподібної, верхівка гостра до коротко загостреної, край пилчастий до подвійно пилчастого, нижня поверхня зеленувато-сіро-запушена; верхня поверхня рідко біло-запушена в молодому віці, поступово гола або майже гола. Суцвіття — складений щиток, нещільно 11–17(26)-квітковий. Квітки 12.5–14.2 мм у діаметрі. Чашолистки трикутно-яйцюваті, верхівка гостра, 2.3–3.1 ×  2–2.9 мм, з білими ворсинками з обох боків. Пелюстки білі, широко-яйцюваті або майже округлі, верхівка тупа, 5.9–7.1 × 4–6.1 мм. Тичинок 17–20, 4.9–6.2 мм завдовжки, нитки білуваті, пиляки кремово-білі до злегка жовтих. Плід оранжево-червоний, від довгастої до яйцювато-довгастої форми, 7.8–11.3 × 4.2–7 см. Насіння буре. Цвіте з кінця квітня до початку травня, плодоносить з вересня по жовтень.

## Поширення й умови зростання
Наразі вид відомий лише з провінцій Аньхой та Цзянсі. Було відзначено зростання в широколистяних і змішаних лісах на висотах від 853 до 1354 метрів. Природним середовищем існування є ядро Національного парку Лушань та Національний природний заповідник Тяньтанчжай, які чудово захищені.